# دمیترو ژیکول
دمیترو ژیکول (اوکراینی: Дмитро Олександрович Жикол؛ زادهٔ ۲۶ ژانویهٔ ۱۹۹۵) بازیکن فوتبال اهل اوکراین است.